# M 87 (галактика)
Messier 87 (англ. M 87, NGC 4486, Virgo A (Дева А), рус. Мессье 87) — сверхгигантская эллиптическая галактика в созвездии Девы. Находится на расстоянии около 16,4 млн парсек (53,5 млн св. лет) от Земли. M 87 — вторая по яркости галактика в Скоплении Девы и одна из самых массивных галактик в Местном сверхскоплении галактик (также известном как Сверхскопление или Суперкластер Девы).
В центре галактики находится сверхмассивная чёрная дыра, которая делает ядро галактики активным. Этот объект является мощным источником различного излучения, особенно радиоволн, а также порождает релятивистскую струю (джет). Струя энергетической плазмы выбрасывается из ядра и простирается как минимум на 1500 парсек (4900 св. лет). 10 апреля 2019 года было опубликовано первое изображение этой чёрной дыры. Это изображение, сделанное с помощью Телескопа горизонта событий, является первым снимком чёрной дыры в истории наблюдений.
В отличие от спиральных галактик, М 87 не имеет выраженных полос пыли и лишена каких-либо отличительных черт, а её яркость, как у большинства типичных эллиптических галактик, уменьшается при увеличении расстояния от центра. Космическая пыль, сформировавшаяся в галактике, была разогнана в течение 46 млн лет рентгеновским излучением, исходящим из ядра, хотя видимые филаменты пыли всё же присутствуют. Звёзды составляют 1/6 от всей массы этой галактики. Плотность звёзд в М 87 уменьшается при увеличении расстояния от её центра. В пространстве между звёздами рассеяно много газа, который обогащён элементами, созданными проэволюционировавшими звёздами. Имеет большое число шаровых скоплений — так, в М 87 их насчитывается около 12000, в то время как в Млечном Пути содержится всего 150—200 подобных скоплений. Оболочка галактики имеет радиус приблизительно 150 килопарсек (490 000 световых лет) и, возможно, испытывает влияние другой галактики.
Являясь одной из самых массивных гигантских эллиптических галактик и ярчайшим источником радиоизлучения, М 87 — частая цель для исследований как астрономов-любителей, так и профессиональных учёных.
В 1919 году в галактике вспыхнула сверхновая SN 1919A, её пиковая видимая звёздная величина составила 12,3m.

## Исследования

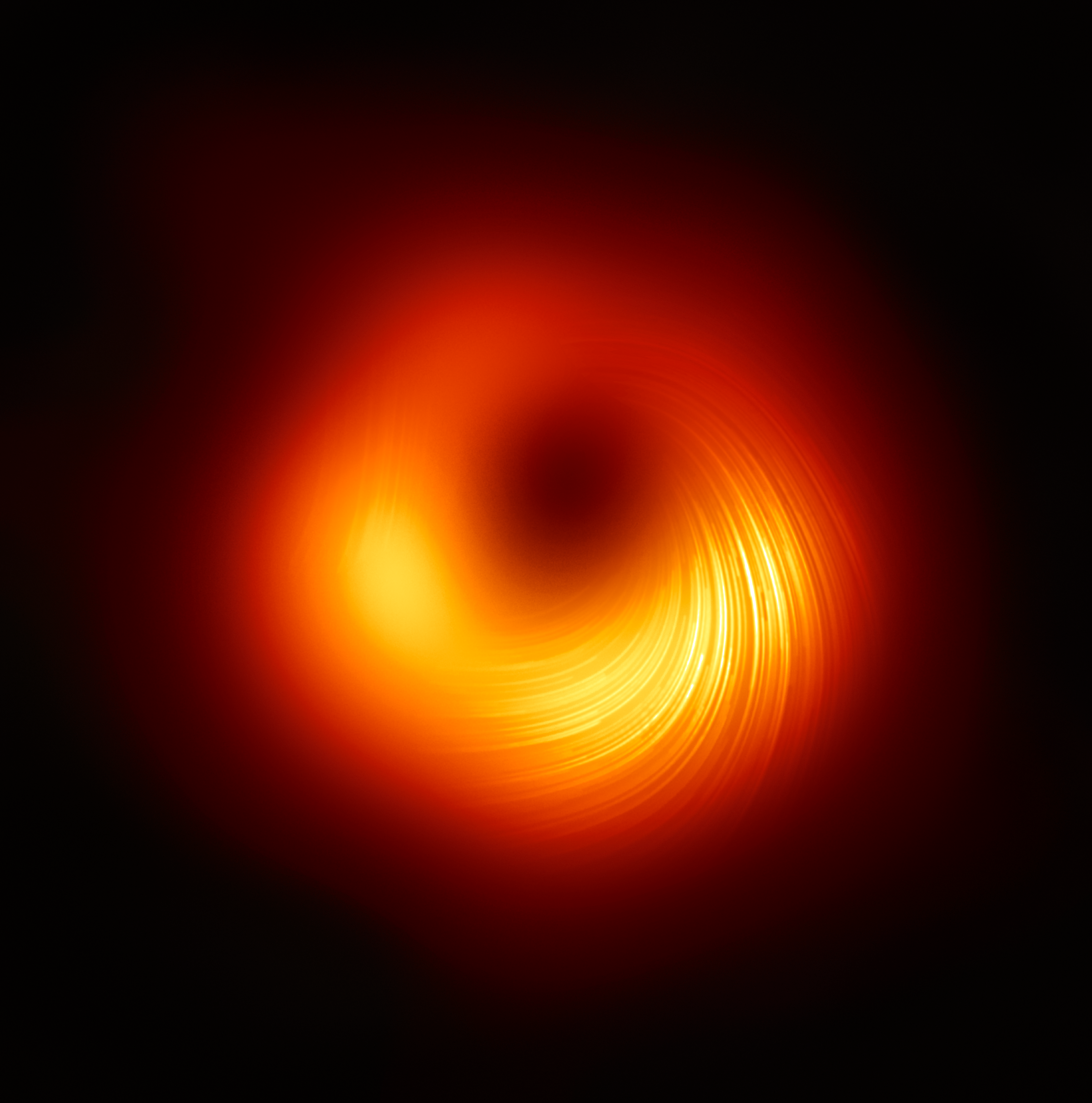
Сверхмассивная чёрная дыра в центре галактики М 87. Это самое первое в истории человечества качественное изображение тени чёрной дыры, полученное напрямую в радиодиапазоне (Event Horizon Telescope)

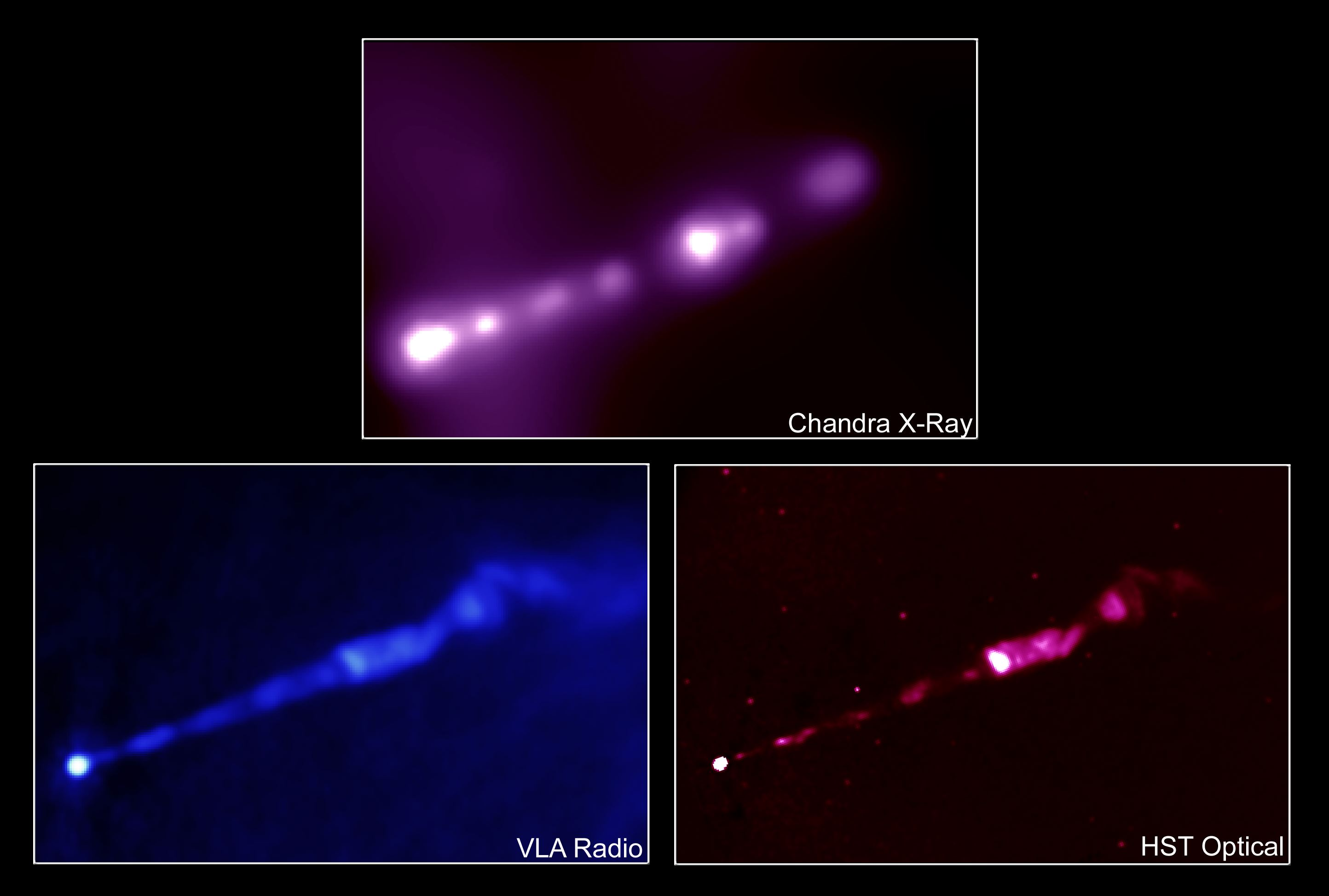
Высокоэнергетический джет галактики M87 в различных диапазонах волн.

Французский астроном Шарль Мессье обнаружил М 87 в 1781 году, внеся её в свой каталог под номером 87 как туманный объект, который мог бы сбить с толку охотников за кометами. Все объекты в этом каталоге имели префикс M (Messier), таким образом туманность получила своё название M 87. В 1880-х годах Джон Дрейер внёс туманность в свой Новый общий каталог как NGC 4486.
В 1918 году американский астроном Гебер Кертис из Ликской обсерватории обнаружил отсутствие спиральной структуры у М 87 и заметил «любопытный прямой луч … видимо, связанный с ядром тонкой линией материи». Луч казался ярче на внутреннем конце. В следующем году показатель фотографической звёздной величины сверхновой в М 87 достиг 21,5m , хотя об этом стало известно только в 1922 году, после проявки фотопластинок отснятых советским астрономом И. А. Балановским.
8 июня 2009 года — астрономы Карл Гебхардт (англ. Karl Gebhardt) и Йенс Томас (англ. Jens Thomas) детализировали результаты своих исследований массы чёрной дыры в центре галактики M 87 на американской Астрономической конференции в Пасадине (Калифорния). Согласно представленным данным масса чёрной дыры в 6,4 млрд раз больше солнечной.
В 2010 году было обнаружено, что чёрная дыра смещена относительно геометрического центра (определяемого по центру видимой интенсивности излучения) на 22 световых года.
В 2014 году американские учёные обнаружили шаровое скопление HVGC-1, удаляющееся от своей родной галактики со скоростью около 900 километров в секунду.
Чёрная дыра в центре М87 с массой 6,6 млрд солнечных масс пережила несколько вспышек активности в 2003—2007 годах.
Изображение сверхмассивной чёрной дыры массой ок. 6,5 млрд масс Солнца было получено проектом Телескоп горизонта событий и опубликовано в 2019 году. Диск из ионизированного газа вокруг этой чёрной дыры вращается со скоростью ок. 1000 км/сек, его диаметр равен примерно 0,39 светового года. Видимый размер тени чёрной дыры M87 составляет 42 угловых микросекунды. Горизонт событий — в 2,5 раза меньше тени.

## Видимость

Галактика М 87 в созвездии Девы

М 87 расположена у верхней границы созвездия Девы, чуть ниже созвездия Волосы Вероники. Чтобы её найти, нужно провести воображаемую линию от Эпсилон Девы до Денеболы — галактика окажется почти в самой середине этой линии. Видимая звездная величина составляет 9,59m, и М 87 можно без труда наблюдать с помощью небольшого телескопа с апертурой в 6 см. Наблюдение джета представляет некоторые сложности без помощи фотографии. Вплоть до 1990 года единственным, кто визуально наблюдал релятивистскую струю галактики М 87, был русско-американский астроном Отто Струве. Он использовал 254 см телескоп на горе Маунт-Вилсон. В последующие годы, однако, при отличных условиях большие любительские телескопы также позволяют это делать.

## Характеристики

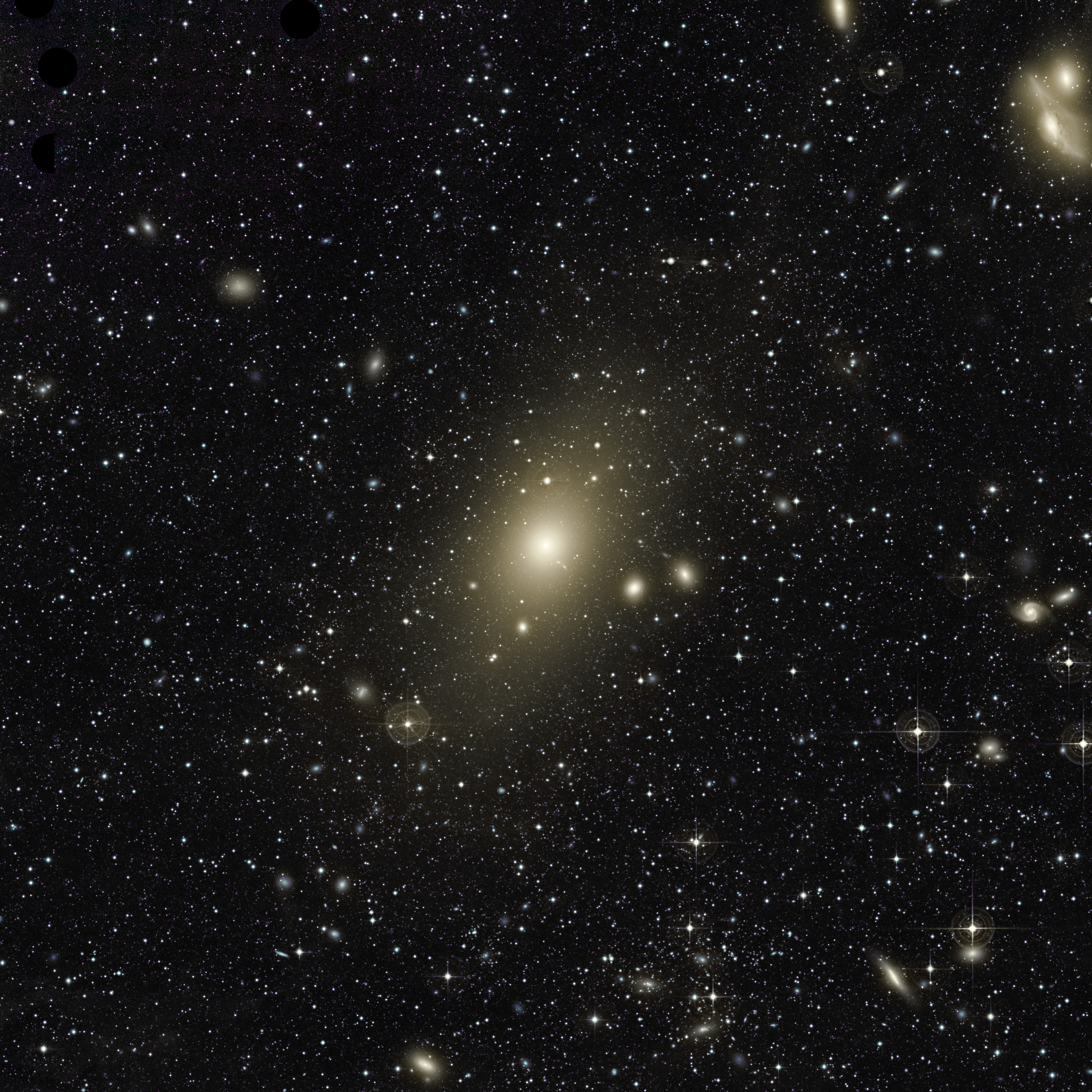
Обширное гало вокруг М87

Французский астроном Жерар де Вокулёр отнёс М 87 к категории галактик E0p. В морфологической классификации галактик E0p описываются как эллиптические галактики без плоскости — сферические. Суффикс «p» означает, что галактика относится к пекулярным, то есть к тем, которые нельзя точно отнести к какому-либо классу. Причиной особенности М 87 является наличие релятивистской струи из её центра. Также М 87 относится к галактикам типа-cD (cD-галактики) — сверхгигантским галактикам класса D. Американский астроном Уильям Морган в 1958 году впервые предложил ввести подобную категорию для галактик эллиптической формы, имеющих ядро, окружённое малым количеством космической пыли.
| Масса {\displaystyle \times 10^{12}} M⊙ | Радиус кпк |
| 2,4                                     | 32         |
| 3,0                                     | 44         |
| 5,7                                     | 47         |
| 6,0                                     | 50         |

Расстояние до М 87 было установлено с помощью нескольких независимых методов. Эти методы включали в себя измерение яркости планетарных туманностей, сравнение с ближайшими галактиками, расстояние до которых были определены с помощью стандартной свечи (например, с помощью обнаруженных переменных цефеид), линейных размеров шаровых скоплений, а также благодаря данным о вершине ветви красных гигантов. Эти измерения совпали друг с другом, что позволило установить расстояние от Земли до М 87 в 16,4±0,5 мегапарсек (53,5±1,63 млн св. лет).
В Местном сверхскоплении галактик эта галактика является одной из крупнейших. В диаметре она достигает 120 тысяч св. лет, примерно соответствуя Млечному Пути по этому показателю. Но М 87 представляет собой сферу, а не плоскую спираль, поэтому её масса достигает около 2,7 трлн масс Солнца. Масса М 87 в радиусе 9-70 килопарсек (29-130 тысяч св. лет) от ядра постепенно растёт в пропорции к r1,7, где r — радиус от центра. В радиусе 32 килопарсек (100 тысяч св. лет) масса галактики доходит до цифр в (2,4 ± 0,6) x 10⋅1012 масс солнца, что в два раза превышает аналогичный показатель Млечного Пути. По своей общей массе М 87 может превосходить Млечный Путь в 200 раз.
Газ, впадающий в галактику, составляет приблизительно 2 или 3 солнечных массы в год, и то большая его часть аккрецируется около ядра. Расширенная звёздная оболочка этой галактики достигает радиуса в 450 тысяч св. лет, тогда как у Млечного Пути она доходит до 330 тысяч св. лет.
Использование телескопа VLT позволило наблюдать движение около 300 планетарных туманностей. Эти туманности являются остатками галактики среднего размера, которая поглощалась M 87 в течение последних миллиардов лет. Характерные свойства спектра планетарных туманностей также позволили астрономам обнаружить стропилообразную структуру в гало М 87, что свидетельствует о продолжающемся росте этой гигантской галактики.

## Компоненты

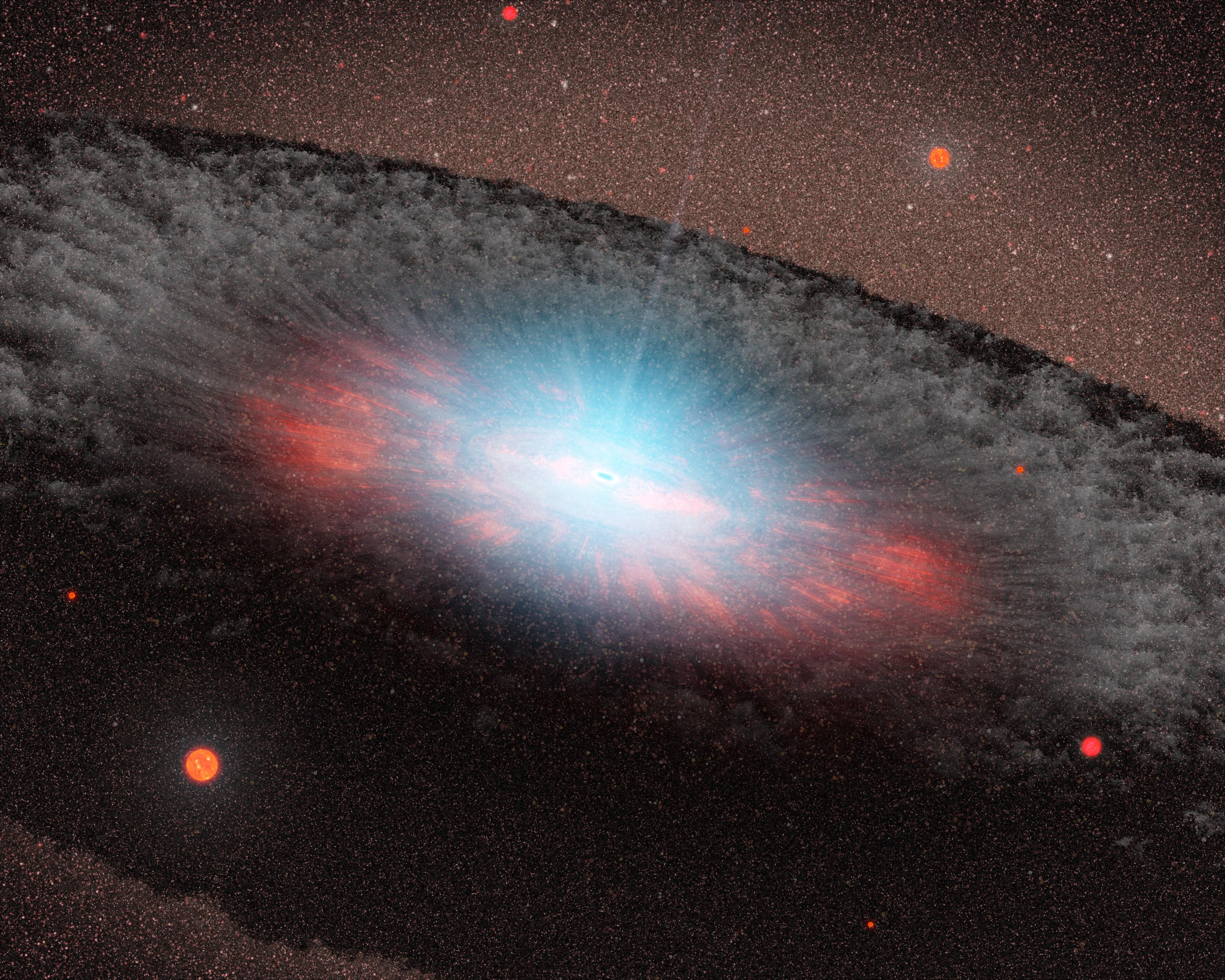
Сверхмассивная чёрная дыра и аккреционный диск вокруг неё в представлении художника

В центре галактики находится сверхмассивная чёрная дыра массой около 3,5± 0,8 млрд масс Солнца. Она считалась самым массивным объектом такого рода, пока её рекорд не побили сверхмассивные чёрные дыры в галактиках NGC 3842 и NGC 4889 с массами в 9,7 и 27 млрд масс Солнца.
Вокруг чёрной дыры вращается диск из ионизованного газа, из которого с релятивистской скоростью почти перпендикулярно вырывается джет. Диск вокруг чёрной дыры вращается со скоростью около 1000 км/с и достигает в размерах 0,39 световых лет. Масса газа, падающего в чёрную дыру, достигает примерно одной массы Солнца каждые 10 лет.
Наблюдения показали, что, возможно, сверхмассивная чёрная дыра находится не в центре М 87, а в стороне от него, на расстоянии 82 световых лет. Основанием для этого предположения стало противоположное направление одностороннего джета, это может означать, что чёрная дыра была смещена из центра этим самым джетом. По другой гипотезе, причиной смещения джета стал процесс слияния с другой сверхмассивной чёрной дырой. Исследования не включают в себя распознавание спектроскопии между звёздным и активным галактическим ядром. Возможно, что это лишь оптическая вспышка, порожденная джетом. В 2011 году анализы М 87 не обнаружили никакого статистически значимого смещения.
Активные эллиптические галактики, подобные М 87, возникают в результате слияния нескольких меньших галактик. В них осталось мало пыли, из которой могли бы возникнуть галактические туманности, служащие местом рождения новых звезд. Поэтому в таких галактиках преобладают старые звёзды, в составе которых относительно высокое содержание элементов, отличных от водорода и гелия. Эллиптическая форма этой галактики установилась случайными орбитальными движениями входящих в неё звёзд, что контрастирует со спиральными галактиками, например, Млечным Путём.
Пространство между звёздами в М 87 заполнено межзвёздным газом, который обогащён элементами, выброшенными звёздами, которые сошли с Главной последовательности. Углерод и азот постоянно синтезируются звёздами, которые находятся в ветви асимптотических гигантов. Более тяжёлые элементы, от кислорода до железа, создаются взрывами сверхновых звёзд. Около 60 % из этих тяжёлых элементов были произведены коллапсирующими сверхновыми, в то время как остальная часть — сверхновыми типа Ia. Распределение этих элементов предполагает, что в ранней истории галактики коллапсирующие сверхновые внесли больший вклад в насыщение межзвёздного пространства М 87 металлами. В то время как материал для массивных звёзд постепенно был исчерпан, только сверхновые типа Ia стали единственными источниками тяжёлых элементов в межзвёздном пространстве М 87.